# اغتی‌الغازی
اغتی‌الغازی (به فرانسوی: Agti el Ghazi) یک منطقهٔ مسکونی در مراکش است که در استان بوجدور واقع شده‌است.